# Pieter Balten
Pieter Balten (Antwerpen, 1525 - 1584), ook gekend als Peeter Balten, Peeter Baltens en Pieter Baltens, was een Zuid-Nederlands kunstschilder. 

## Leven
Hij was volgens Karel van Mander lid van het Antwerpse Sint-Lucasgilde in 1559 en een opvolger van Pieter Bruegel de Oude. Hij was een goed dichter en rederijker, die van tijd tot tijd samenwerkte met Cornelis Ketel. Volgens het RKD was hij een genre- en landschapsschilder. Balten huwde tussen 1555 en 1559 met Clara de Craen. Anna Liefrinck, een buurvrouw van Bruegel in de Lombardenstraat, en Volcxken Diericx, de weduwe van Bruegels belangrijkste werkgever Hieronymus Cock, waren aanwezig op het huwelijksfeest. Met Clara had hij tien kinderen. In hun levensonderhoud voorzag hij ook door te acteren In 1567 trad hij toe tot de meerseniersgilde, een beroepsvereniging van kleinhandel, als kruidenier. Als betaling in natura ontving hij rond 1584 een exemplaar van het kostbare Cruijdeboeck van Rembert Dodoens.

## Balten, Brueghel en Mechelen
Andere kunsthistorici zien Balten als een tijdgenoot van Pieter Bruegel de Oude en niet als zijn opvolger. Toen Brueghel in 1551 in Mechelen de opdracht kreeg om de zijpanelen voor het altaar van de handschoenmakersgilde in de Sint-Romboutskathedraal te schilderen, werd Balten gevraagd om de binnenpanelen op doek te zetten. Bruegel kreeg deze opdracht samen met Balten van de Mechelse kunsthandelaar Claude Dorisi. Dorisi woonde in de Sint-Katelijnestraat, vlak bij de woning 't Vliegend Peert van Mayken Verhulst, Bruegels schoonmoeder. Het is zeer aannemelijk dat Mayken Verhulst Dorisi goed moet hebben gekend.